# Hofanlage Röllinghausen 2
Die Hofanlage Röllinghausen 2 in Bassum - Groß Bramstedt wurde in der zweiten Hälfte des 19. Jahrhunderts gebaut.
Das Ensemble ist ein Baudenkmal in Bassum.

## Geschichte
Die Hofanlage besteht aus

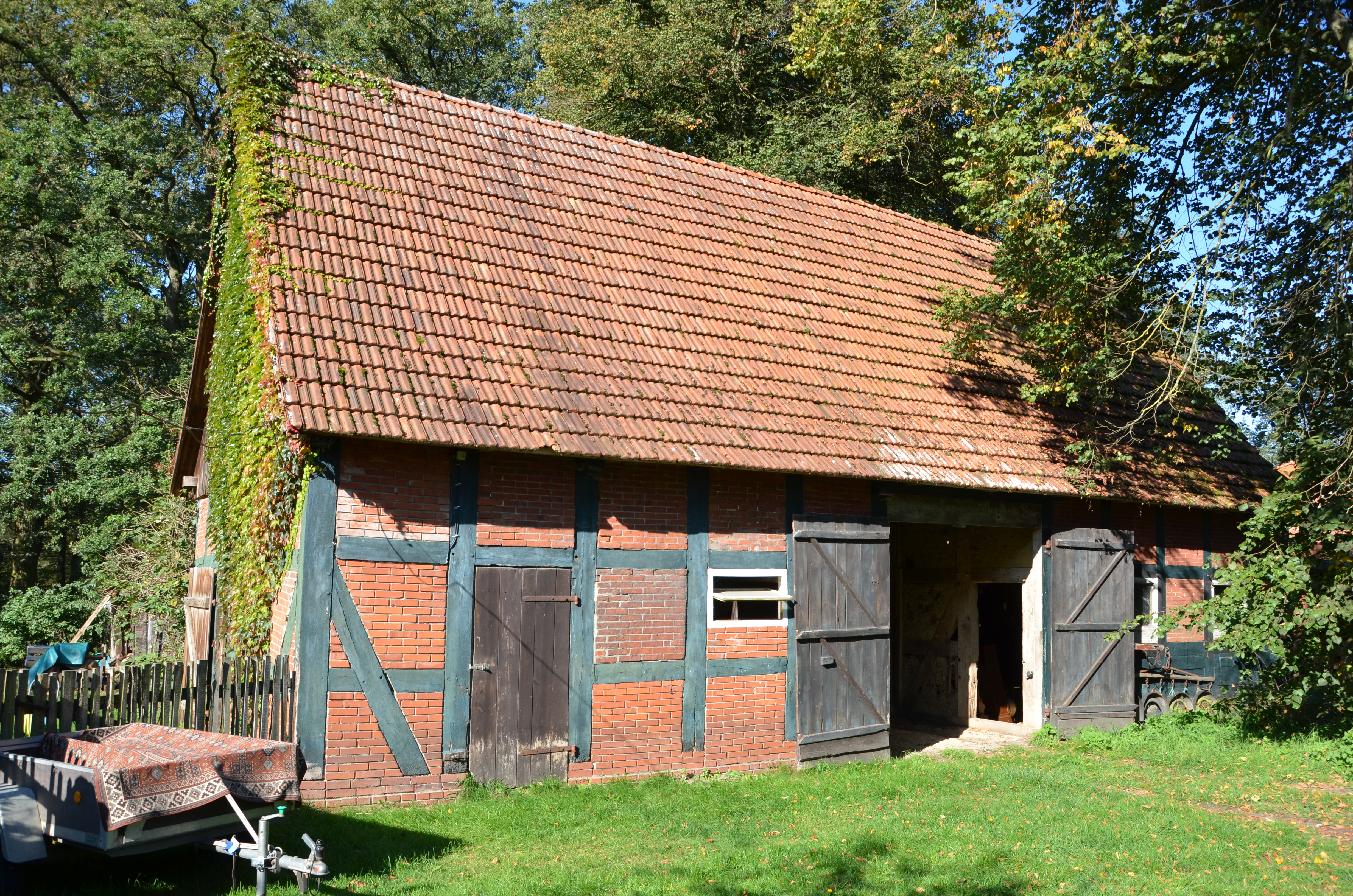
Stall

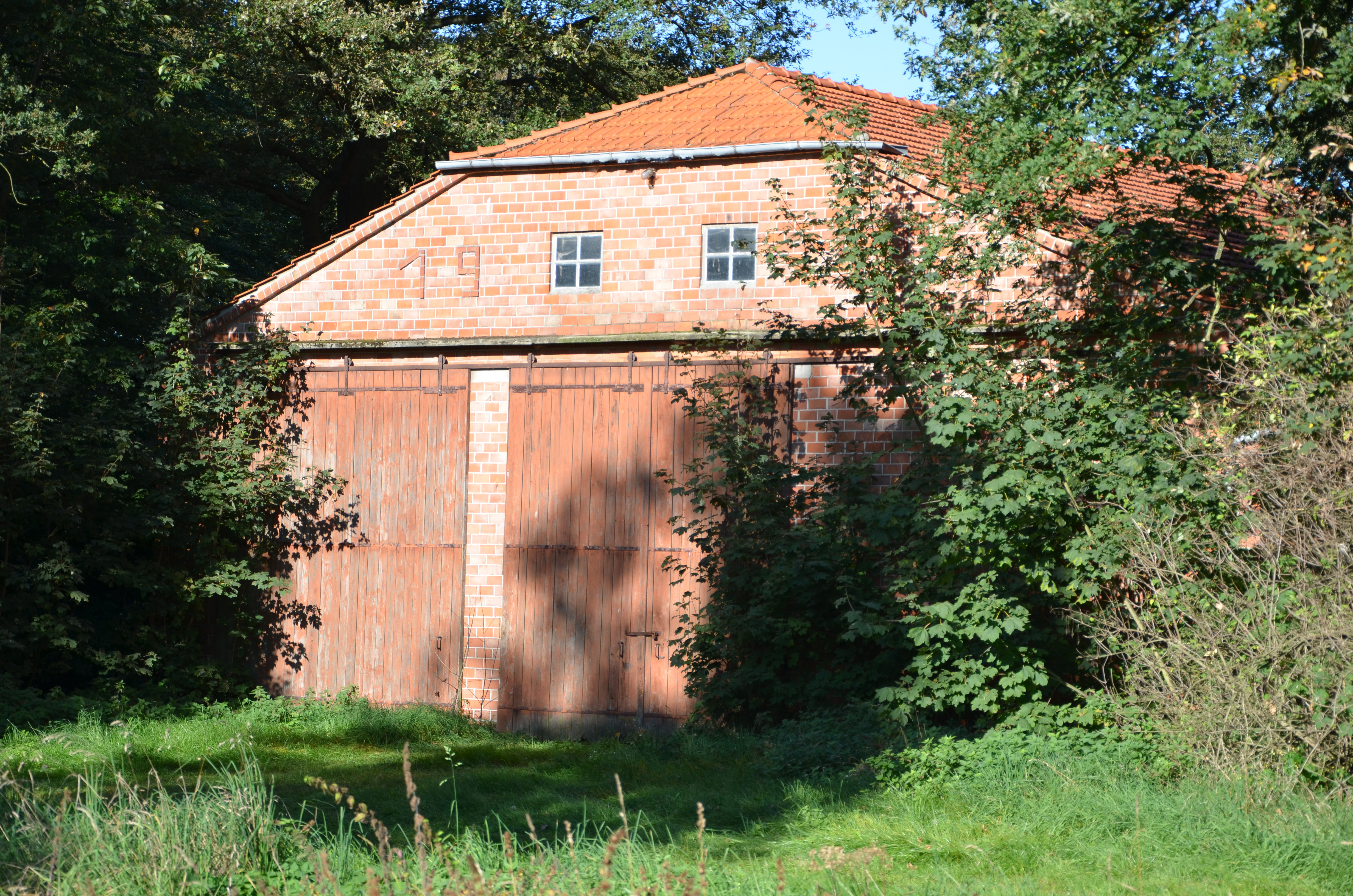
Scheune

- dem Wohn- und Wirtschaftsgebäude als Zweiständerhallenhaus von 1856/1883 in Fachwerk mit Steinausfachungen, Krüppelwalmdach und Niedersachsengiebel mit Uhlenloch, niedersächsischen Pferdeköpfen und Reihengauben an der Ostseite, für Familie Cordes, Inschrift (u. a.: Gott ... beschütze, Baumeister, Familiennamen) im Balken und über dem Grooten Door mit Korbbogen,
- der Scheune, teils in Fachwerk und massiven verklinkerten Giebel, mit Krüppelwalmdach und Längs- sowie Querdurchfahrten (evtl. um 2018 abgerissen),
- dem Stall von 1845 in Fachwerk mit zumeist Steinausfachungen (teils verbohlt), Querdurchfahrt und  Satteldach,
- dem verklinkerten massiven Stallflügel von um 1900 mit zwei Dachhäusern sowie
- dem Backhaus und Speicher aus der 2. Hälfte des  19. Jhs. in Fachwerk mit Steinausfachungen und Satteldach.

Die Landesdenkmalpflege befand: „... geschichtliche Bedeutung ... mit prägendem Einfluss als Element des räuml. Gefüges einer Schloss-/ Guts-/ Hof-/ Gartenanlage ...“ .

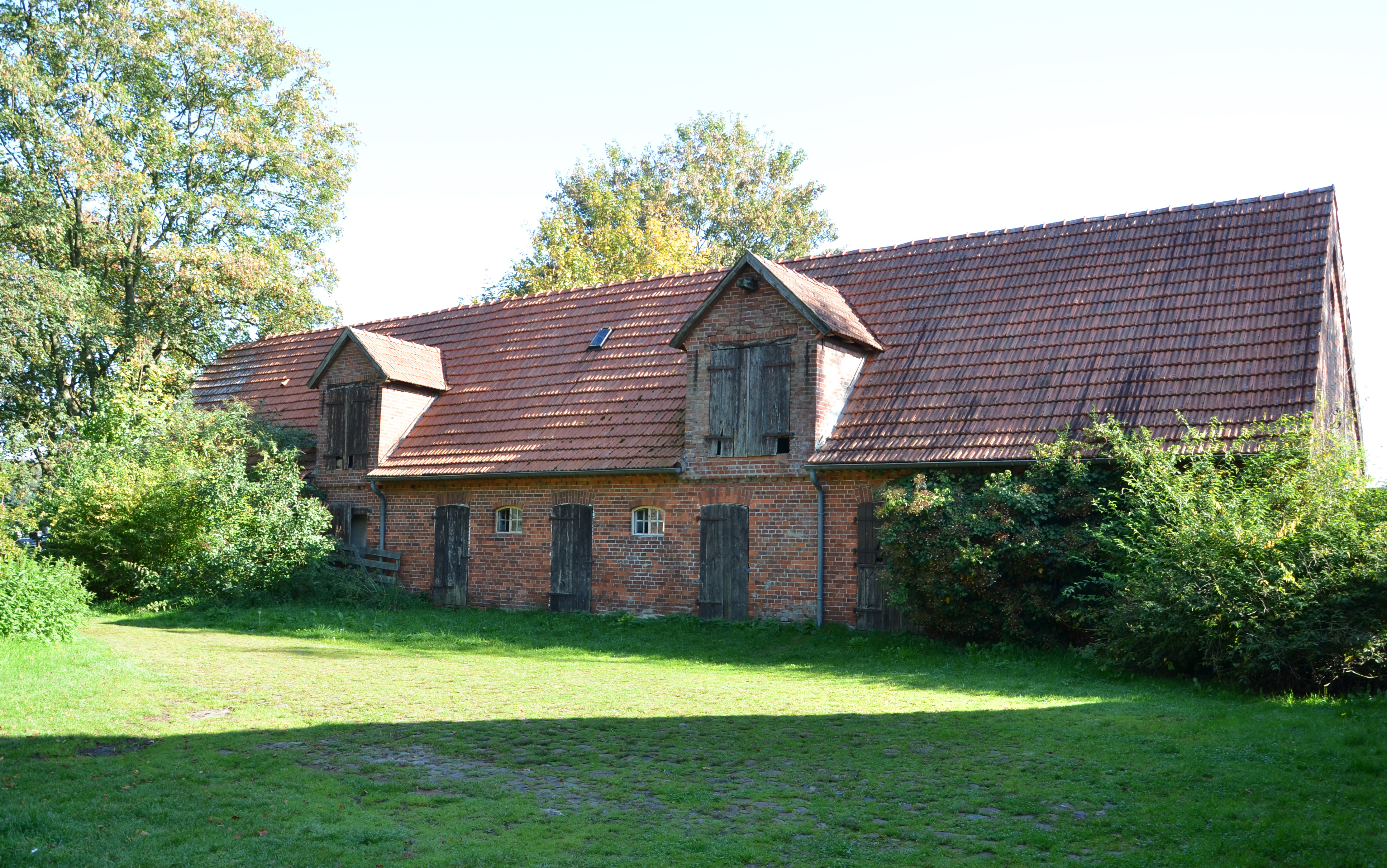
Stallflügel
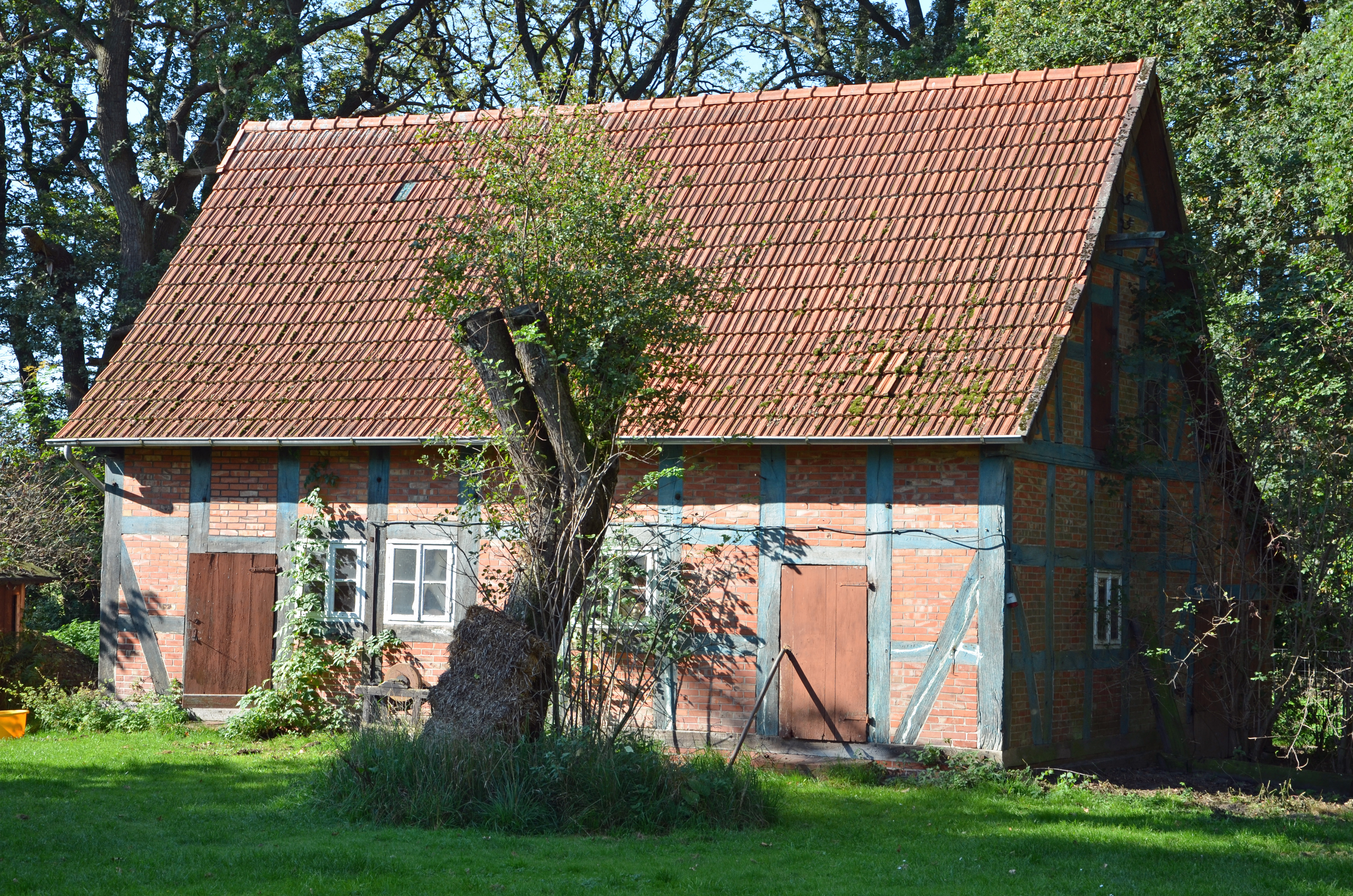
Backhaus, Speicher